# Mette Abildgaard
Mette Abildgaard Juulsager (født 12. oktober 1988 i Føvling ved Brædstrup nær Horsens) er en dansk politiker, der er medlem af Folketinget og politisk ordfører, samt Ældreordfører for Det Konservative Folkeparti.

## Baggrund
Mette Abildgaard er uddannet i Offentlig Administration & Kommunikation fra Roskilde Universitet og har en Cand.soc., Master of Social Science (marts 2013).
Hun har tidligere haft ansættelse som tjener på Hotel Pejsegården, hjemmehjælper på Klovenhøj Centreret, kommunikationsmedarbejder for Solution Team og PR- og Kommunikationsmedarbejder ved Betty Nansen Teatret (2013–2015).
Abilgaard blev gift med journalisten Jens Jacob Juulsager i september 2016 i Vor Frelsers Kirke i København.

## Politisk karriere
Første gang Mette Abildgaard var opstillet, var ved Europa-Parlamentsvalget i 2009, hvor hun blev 2. suppleant med 14.996 personlige stemmer.
Hun blev valgt til regionsrådet den 19. november 2013 med 10.262 stemmer.
I regionsrådet var hun konservativ gruppeformand, medlem af Forretningsudvalget, formand for Kræftudvalget, medlem af Danske Regioners Sundhedsudvalg samt medlem af Region Hovedstadens Sundhedsudvalg og Psykiatriudvalg. Foruden disse hverv sad Mette Abildgaard i bestyrelserne for Patienterstatningen og Professionshøjskolen Metropol i periode 2014-2015.
Abildgaard stillede først gang op til Folketinget i 2010.
Hun blev valgt i Folketinget i Nordsjællands Storkreds den 18. juni 2015 med 3.206 personlige stemmer. og sidenhen genvalgt den 5. juni 2019 med 9101 personlige stemmer. . Hun har tidligere været ordfører for blandt andet energi, social, sundhed, tele, forbrug, ældre, mv, samt gruppeformand fra november 2016 til juni 2019.  
Abildgaard skabte i 2019 kontrovers og debat, da hun medbragte sit spædbarn i Folketingssalen. Hun blev derfor af Folketingets formand Pia Kjærsgaard bedt om at forlade salen.